# MSL 서바이버 토너먼트
MSL 서바이버 토너먼트(MSL Survivor tournament)는 MBC게임이 주최하는 스타크래프트 개인리그중 하나로, MSL진출자를 가리기위해 개최된 하부리그이다. 전신인 MSL 마이너리그가 MSL 서바이버리그(MSL Survivor League)로 되었다가, 11차부터 지금의 리그로 변경되었다. 2011년 6월 11일 ABC마트 MSL 2011를 끝으로 동시에 폐지되었다.

## 리그방식
- 서바이버리그

- 서바이버 토너먼트

차기 MSL 진출자 선발전 성격을 띠고 있는 현재 서바이버 토너먼트는 예선진출자 20명과 지난시즌 MSL 24명의 패자와 예선면제자 4명을 합해 총 48인이 구성되어, 각 조 4명씩 총 12개 조로 나누어 원데이듀얼로 진행했다. 지난 2009 서바이버 토너먼트 시즌1(아발론 MSL 서바이버 토너먼트)에서는 1회차 ~ 6회차는 하루에 2개조에서 각조 승자전에서 승리한 2명이 MSL에 진출하고, 7회차 ~ 12회차는 2개조에서 최종전까지 치러 진출하는 2명의 선수가 MSL 진출권을 따내게 되는 분리형 듀얼 방식으로 채택하였다. 하지만 효율성 문제로 2009 서바이버 토너먼트 시즌2부터 다시 종전 원데이 듀얼 방식으로 회귀하게 되었다.